# Benedetto da Majano
Pour les articles homonymes, voir Benedetto.
Benedetto da Majano ou Benedetto da Maiano (Maiano, hameau de Fiesole 1442 - Florence 1498), est un sculpteur et un architecte florentin.

## Biographie
Benedetto da Majano est le frère de Giuliano da Maiano. Ses premiers travaux de sculptures sont manifestement influencés par Bernardo Rossellino. En 1471-1472, il sculpte le tombeau de San Savino à l'intérieur de la cathédrale de Faenza. En 1473, il reçoit, avec son frère Giuliano la commande pour la porte de la Salle d'Audience (Sala dell'Udienza) du Palazzo Vecchio.
Benedetto da Maiano fut le représentant le plus illustre du procédé d'incrustation de marqueterie : l’intarsio.

## Œuvres choisies

### Florence
- - Santa Maria del Fiore: en collaboration avec Giuliano da Maiano : crucifix, vers 1495 environ, et panneaux de la sacristie, bustes de Florentins illustres dont celui de Giotto en 1490 exposé dans le collatéral sud près du portail[1].
  - Église de la Miséricorde : Saint Sebastien.
  - Musée national du Bargello:
    - buste de Pietro Mellini, marbre (1474).
    - groupe de musiciens.

  - Palazzo Vecchio: saint Jean Baptiste.
  - Basilique di Santa Croce:
    - pupitre, 1481 env.
    - portail principal.

  - Basilique de Santa Maria Novella :
    - madone à l'Enfant.
    - tombe de Filippo Strozzi l’Ancien.

  - ancienne église de Santa Chiara (Galerie Pio Fedi): Ancona dell'altare maggiore (avec Leonardo del Tasso, 1493-1497)
  - Basilique de Santa Trinita: Sainte Marie Madeleine.

### Lorette
- - Lavabo de la Sacristie san Giovanni, vers 1480, sainte Maison de Lorette
  - Lunette de San Matteo, en terracotta invetriata pour la porte de la sacristie du même nom, 1481, sainte Maison de Lorette
  - Lunette de San Luca, en terracotta invetriata pour le porte de la sacristie du même nom,1481, sainte Maison de Lorette
  - Lunette de San Giovanni, en terracotta invetriata pour la porte de la sacristie homonyme,1481 (perdue, aujourd'hui copie en plâtre), sainte Maison de Lorette

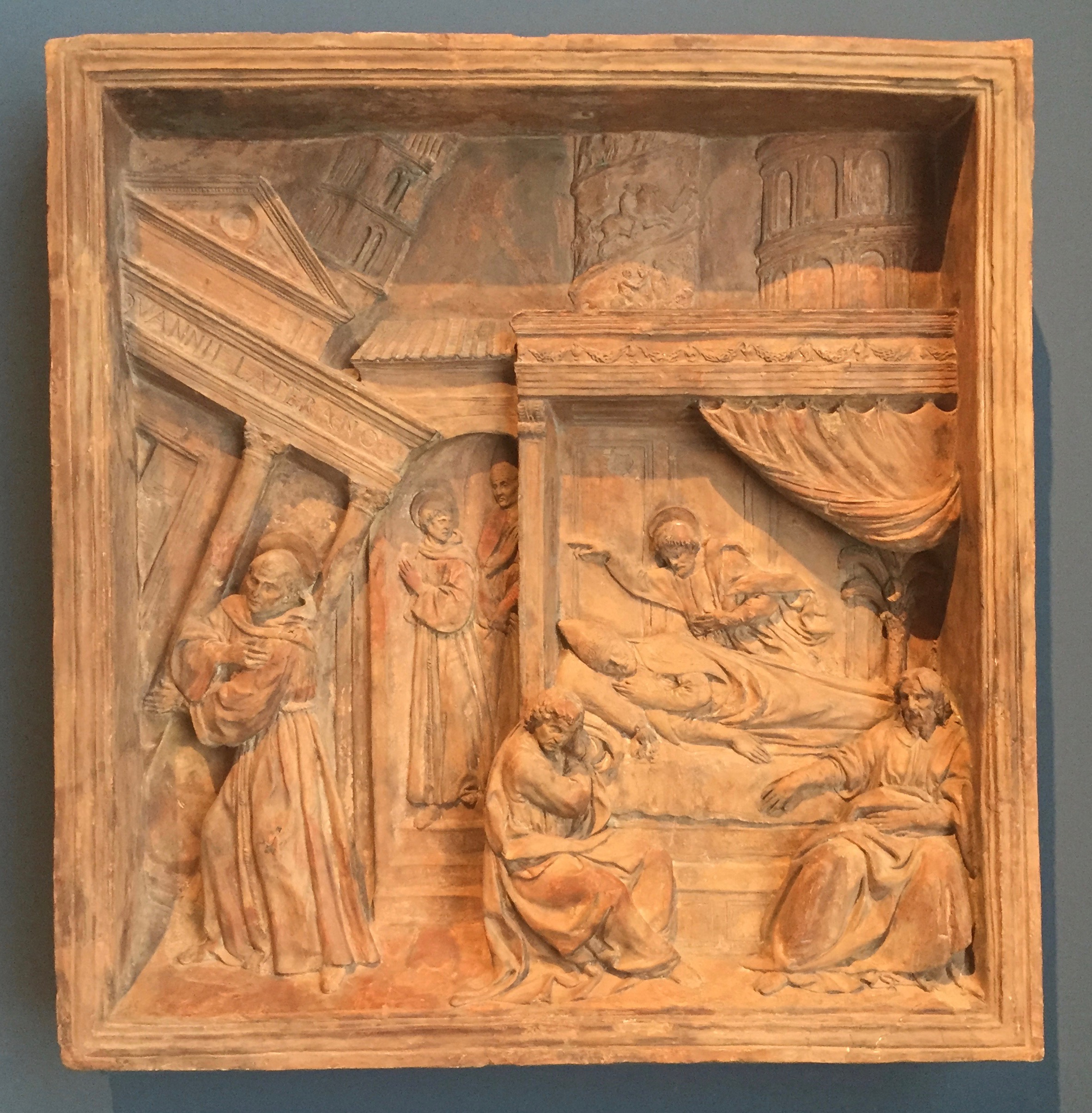
Benedetto da Maiano - La Vision d'Innocent III, 1480-1481, Bode Museum, Berlin (où l’on note l’influence de l’iconographie giottesque à Assise)

  - Lunette de San Marco, en terracotta invetriata pour la porte de la sacristie homonyme,1481 (perdue, aujourd'hui copie en plâtre), sainte Maison de Lorette

### Berlin
- La vision du pape Innocent III, 1480 – 1481 env.
- Base avec trois chérubins, 1475 env.
- Madone intronisée avecl'Enfant, 1480 env.
- Buste de Filippo Strozzi l'Ancien.
- Lunette en forma d'écusson avec les armoiries des Gherardi.
- Buste du Cardinal Raffaele Riario (attribution).

### Paris
- Museo Jacquemart-André:
  - Madone à l’Enfant, Paris
- Musée du Louvre, Paris
  - Buste de Filippo Strozzi, sculpture de marbre (1476 env.)
  - Madone à l'Enfant (attribution).

### Arezzo
- Loggia de l'église de Santa Maria delle Grazie

### Budapest
- Christ et la Samaritaine au puits. Szépmüvészeti Múzeum

### Faenza
- Arche de San Savino. Dômo de Faenza

### Mercatello sul Metauro
- médaillon avec Frédéric III de Montefeltro et Ottaviano Ubaldini (paroi de la contrefaçade), Église de San Francesco, Mercatello Sul Metauro

### Prato
- Madone de l’Olive (1480 env.) Cathédrale de Prato

### San Gimignano
- Autel de la Chapelle de Santa Fina de la Collégiale.San Gimignano
- Arche de San Bartolo dans l’église de san Agostino. San Gimignano

### Saint-Pétersbourg
- Buste d'un homme non identifié.Saint-Petersbourg, Ermitage

### Sienne
- Ciboire de marbre et deux anges. Sienne, Basilique di San Domenico

### Washington
- Madone à l'Enfant, 1475 env. Washington, National Gallery of Art
- Saint Jean-Baptiste, 1480 env. Washington, National Gallery of Art

### Napoli
- Tombe de la Duchesse Marie d'Aragon (commencée par Antonio Rossellino). Église de Sainte Anne des Lombards
- Autel de l'Annonciation de la Chapelle Mastrogiudici. Église de Sainte Anne des Lombards

### Oppido Mamertina
- Statue de Saint Sébastien. Musée Diocésain de Oppido Mamertina